# Бережанське віче
Бережанське віче — газета Бережанщини. Реєстраційне свідоцтво ТР №486-86ПР. Виходить з 1990 року.

## Відомості
Газету засновано 1990 року на заміну газеті «Нове життя».
Основна тематика — висвітлення життя району, питань національного відродження.
Як додатки до газети 1992–1994 вийшло 3 числа «Просвіти».

## Редактори
- І. Мельник (від ?)